# 郭凤翰
郭凤翰，字西园，山东登州府黄县人。清末担任教师。

## 生平
肄业于登州文会馆，随后出任美国驻烟台领事馆翻译。1901年出任山东高等学堂英文教师。1902年出任山西大学堂译书院译员。之后来太原，任教于山西大学堂西学专斋。